# リミテッドカンパニー (アイドル)
リミテッドカンパニーは末吉功治、知念臣悟、翁長大輔による音楽ユニット、アイドルグループ。

メンバーカラーは末吉が青、知念が緑、翁長が赤。光の三原色と同じで、３つの色が合わさった時にできる白がShine（ファン）を指している。

## 概要
- 2021年11月3日に「末吉功治、知念臣悟、翁長大輔のわくわくランドしようぜ!!(仮)」というYouTubeチャンネルが開設され、最初にアップされた動画ではまだどういった内容なのか明かされなかった。
- 2021年12月16日に正式なユニット名が決定[2]、Twitterアカウント「リミテッドカンパニー【公式】」が開設。同日にこれまで仮称だったYoutubeチャンネル名も「LimitedCompany 【リミカン】公式」に変更された。
- 活動期間は2022年4月～2023年3月31日の一年間とされており、ユニット名は有限会社から来ている。ファンのことは「～shine～」と呼ぶ。毎週土曜日21時から定期配信をしている。
- 2022年9月23日に沖縄 Cyber-Boxにてファーストワンマンライブを開催。ライブタイトルは『リミカン初陣!!夏の陣!!夏 あ、秋 in Okinawa』
- 2023年2月11日にセカンドライブでありラストライブを前回と同じライブハウスで開催。ライブタイトルは『FINAL〜そして、伝説へ〜THE FIRST』
- 2024年1月20日に自身のYouTubeチャンネルでの生配信にて再結成と2024年4月6日の4th LIVE『REHABILI』を発表[3]
- 第2期の活動期間は2024年4月～2025年3月31日の一年間としており、配信は基本的に土曜日だが不定期となっていたが、本業多忙により期間内にやりたいことがやりきれないという理由から2024年10月19日の生配信にて「解散できない」と発表し、2期の活動期間が延期されることになった。[4]
- 2025年1月1日付で初のアルバム『社外秘 CONFIDENTIAL』をリリース。

## 楽曲
- ディアマンテスのアルベルト城間、きいやま商店のリョーサ、ローカルヒーローの楽曲を数多く手掛けるマグマ、ROACHの卯沙、安全+第一 大知マンオキナワンヒーローズでエンディングテーマを担当したシン＆ショウジなどが制作予定。
- 2022年7月30日　配信でまず披露した曲は、翁長原案の歌詞を元にして作ったマグマ作曲の『雨のち晴れ』[5]。後にプレミア配信で完成した楽曲を配信した[6]。

- 2022年8月7日　『Break the Shell』（通称リミうさ）作曲卯沙、作詞は末吉が担当[7]

### 楽曲一覧
| タイトル                         | 作詞           |
| 雨のち晴れ                       | 翁長大輔       |
| 裸のマスカレード                 | シン＆ショウジ |
| Break the shell                  | 末吉功治       |
| shasta daisy                     | 末吉功治       |
| Limited company                  | 末吉功治       |
| 手紙                             | 翁長大輔       |
| KIMISUKI                         | 末吉功治       |
| マイ・ブレイクアップ・ダイアリー | シン＆ショウジ |
| あの…その…えっと…                | 末吉功治       |

## ライブ
1. First ONEMAN LIVE!「リミカン初陣!!夏の陣!!夏 あ、秋 in Okinawa」（2022年9月23日 沖縄Cyber-Box）[8][9]
2. オキナワンヒーローズフェスタ2022 in 中城城跡（2022年11月27日）[10]
3. 2nd LIVE「FINAL～そして伝説へ～ THE FIRST」（2023年2月11日 沖縄Cyber-Box）[11]
4. 最終回！ラストライブ！１年間みんなほんとにありがとう！最後の夜を楽しもう！（2023年3月31日 沖縄Cyber-Box）[12]
5. よみうりランド 沖縄WEEK!!2023（2023年5月2日 太陽の広場ステージ）[13]
6. 3rd LIVE「REHABILI」（2024年4月6日 沖縄Cyber-Box）[14]
7. よみうりランド 沖縄＆九州WEEK!!2024（2024年5月4日 流れるプール特設ステージ）[15]
8. 4th LIVE「シン・リミテッドカンパニー：序」（2024年9月28日 沖縄Cyber-Box）[16]
9. よみうりランド 沖縄・九州＆北海道WEEK!!2025（2025年5月5日 流れるプール特設ステージ）
10. ドキッ!!新曲キャリーオーバー中!!サマージャンボリミテッドカンパニー2025夏祭り!! in OKINAWA（2025年7月27日 沖縄Cyber-Box）[17]

## ディスコグラフィ

### アルバム
- 1stアルバム『社外秘 CONFIDENTIAL』（2025年1月1日）

1. Limited company
2. shasta daisy
3. KIMISUKI
4. マイ・ブレイクアップ・ダイアリー
5. 手紙
6. Break the shell
7. あの…その…えっと…
8. 裸のマスカレード
9. 雨のち晴れ